# Îles Marshall aux Jeux olympiques d'été de 2024
Les Îles Marshall participent aux Jeux olympiques de 2024 à Paris en France. Il s'agit de leur 5e participation à des Jeux d'été.
L'athlète William Reed et l'haltérophile Mathlynn Sasser sont nommés porte-drapeau de la délégation pour la cérémonie d'ouverture tandis que le nageur Philipp Kinono et l'haltérophile Mathlynn Sasser sont désignés les porte-drapeau de la cérémonie de clôture.

## Nombre d'athlètes qualifiés par sport
Les îles Marshall sont présentes dans trois des 32 disciplines inscrites au programme.

## Athlétisme
| Athlètes     | Épreuve        | Tour préliminaire | Tour préliminaire | Repêchage | Repêchage | Demi-finales | Demi-finales | Finale  | Finale  |
| Athlètes     | Épreuve        | Temps             | Rang              | Temps     | Rang      | Temps        | Rang         | Temps   | Rang    |
| ------------ | -------------- | ----------------- | ----------------- | --------- | --------- | ------------ | ------------ | ------- | ------- |
| William Reed | 100 m masculin | 11 s 29           | 6e                | Éliminé   | Éliminé   | Éliminé      | Éliminé      | Éliminé | Éliminé |

## Haltérophilie
Mattie Sasser a obtenu l'une des dix premières places dans sa division de poids (59 kg femmes) sur la base du classement de qualification olympique de l'IWF. Cette dernière avait déjà participé au tournoi olympique de 2016 en catégorie -68 kg, également porte-drapeau de la délégation.
| Athlète         | Compétition    | 1     | 2     | 3     | Arraché  | Arraché | 1      | 2      | 3      | Épaulé-jeté | Épaulé-jeté | Total  | Rang |
| Athlète         | Compétition    | 1     | 2     | 3     | Résultat | Rang    | 1      | 2      | 3      | Résultat    | Rang        | Total  | Rang |
| --------------- | -------------- | ----- | ----- | ----- | -------- | ------- | ------ | ------ | ------ | ----------- | ----------- | ------ | ---- |
| Mathlynn Sasser | Moins de 59 kg | 94 kg | 94 kg | 94 kg | 94 kg    | 10e     | 110 kg | 115 kg | 118 kg | 115 kg      | 10e         | 209 kg | 10e  |

## Natation
| Athlète        | Épreuve                  | Séries  | Séries | Demi-finales | Demi-finales | Finale  | Finale  |
| Athlète        | Épreuve                  | Temps   | Rang   | Temps        | Rang         | Temps   | Rang    |
| -------------- | ------------------------ | ------- | ------ | ------------ | ------------ | ------- | ------- |
| Phillip Kinono | 50 m nage libre masculin | 27 s 43 | 64e    | Éliminé      | Éliminé      | Éliminé | Éliminé |
| Kayla Hepler   | 50 m nage libre féminin  | 30 s 33 | 62e    | Éliminé      | Éliminé      | Éliminé | Éliminé |